# Антоніо Лангелла
Антоніо Лангелла (італ. Antonio Langella, нар. 30 березня 1977, Неаполь) — італійський футболіст, що грав на позиції нападника, зокрема за «Кальярі», а також національну збірну Італії.

## Клубна кар'єра
Народився 30 березня 1977 року в Неаполі. Вихованець футбольної школи клубу «Сорсо».
У дорослому футболі дебютував 1993 року виступами за команду «Кастельсардо», в якій провів шість сезонів, взявши участь у 114 матчах п'ятого дивізіоні італійської першості.
1999 року перейшов до «Торреса», у складі якого у першому ж сезоні здобув підвищення в класі з четвертого до третього італійського дивізіону, в якому відіграв ще півтора сезони за «Торрес», після чого на початку 2002 року приєднався до друголігового «Кальярі». Швидко ставши гравцем основного складу сардинської команди, 2004 року допоміг їй пробитися до Серії A. Починав грати в елітному дивізіоні як один з основних нападників «Кальярі», однак поступово отримував дедалі менше ігрового часу і 2007 року команду залишив.
Згодом провів досить успішний сезон 2007/08 в «Аталанті», звідки перейшов до «К'єво», в якому також затримався лише на один сезон.
2009 року став гравцем ще одного представника італійського елітного дивізіону, «Барі». Не користувався довірою головного тренера команди Джамп'єро Вентури і за сезон 2009/10 виходив на поле лише у дев'яти матчах. Згодом відносини між гравцем і тренером остаточно погіршилися, і восени 2011 року було узгоджено передчасне розірвання контракту, після чого Лангелла вирішив завершити ігрову кар'єру. 

## Виступи за збірну
У лютому 2005 року дебютував в офіційних матчах у складі національної збірної Італії. Згодом того ж року провів ще дві гри за національну команду.

## Статистика виступів

### Статистика клубних виступів
| Сезон               | Команда             | Чемпіонат           | Чемпіонат | Чемпіонат | Національний кубок | Національний кубок | Національний кубок | Континентальні кубки | Континентальні кубки | Континентальні кубки | Інші змагання | Інші змагання | Інші змагання | Усього | Усього |
| Сезон               | Команда             | Ліга                | Ігор      | Голів     | Ліга               | Ігор               | Голів              | Ліга                 | Ігор                 | Голів                | Ліга          | Ігор          | Голів         | Ігор   | Голів  |
| ------------------- | ------------------- | ------------------- | --------- | --------- | ------------------ | ------------------ | ------------------ | -------------------- | -------------------- | -------------------- | ------------- | ------------- | ------------- | ------ | ------ |
| 2001–02             | «Кальярі»           | B                   | 5         | 0         | КІ                 | -                  | -                  | -                    | -                    | -                    | -             | -             | -             | 5      | 0      |
| 2002–03             | «Кальярі»           | B                   | 30        | 5         | КІ                 | 2                  | 0                  | -                    | -                    | -                    | -             | -             | -             | 32     | 5      |
| 2003–04             | «Кальярі»           | B                   | 29        | 7         | КІ                 | 1                  | 0                  | -                    | -                    | -                    | -             | -             | -             | 30     | 7      |
| 2004–05             | «Кальярі»           | A                   | 32        | 6         | КІ                 | 6                  | 1                  | -                    | -                    | -                    | -             | -             | -             | 38     | 7      |
| 2005–06             | «Кальярі»           | A                   | 24        | 2         | КІ                 | 3                  | 1                  | -                    | -                    | -                    | -             | -             | -             | 27     | 3      |
| 2006–07             | «Кальярі»           | A                   | 16        | 0         | КІ                 | 0                  | 0                  | -                    | -                    | -                    | -             | -             | -             | 16     | 0      |
| Усього за «Кальярі» | Усього за «Кальярі» | Усього за «Кальярі» | 136       | 20        |                    | 12                 | 2                  |                      | -                    | -                    |               | -             | -             | 148    | 22     |
| 2007–08             | «Аталанта»          | A                   | 27        | 8         | КІ                 | 1                  | 0                  | -                    | -                    | -                    | -             | -             | -             | 28     | 8      |
| 2008–09             | «К'єво»             | A                   | 22        | 2         | КІ                 | 1                  | 0                  | -                    | -                    | -                    | -             | -             | -             | 23     | 2      |
| 2009–10             | «Барі»              | A                   | 9         | 0         | КІ                 | 0                  | 0                  | -                    | -                    | -                    | -             | -             | -             | 9      | 0      |
| 2010–11             | «Барі»              | A                   | -         | -         | КІ                 | -                  | -                  | -                    | -                    | -                    | -             | -             | -             | -      | -      |
| Усього за «Барі»    | Усього за «Барі»    | Усього за «Барі»    | 9         | 0         |                    | 0                  | 0                  |                      | -                    | -                    |               | -             | -             | 9      | 0      |
| Усього за кар'єру   | Усього за кар'єру   | Усього за кар'єру   | 194       | 30        |                    | 14                 | 2                  |                      | -                    | -                    |               | -             | -             | 208    | 32     |

### Статистика виступів за збірну
| Дата      | Місто    | Господарі | Результат | Гості    | Турнір           | Голи | Примітки |
| --------- | -------- | --------- | --------- | -------- | ---------------- | ---- | -------- |
| 9-2-2005  | Кальярі  | Італія    | 2 – 0     | Росія    | товариський матч | -    | 46'      |
| 30-3-2005 | Падуя    | Італія    | 0 – 0     | Ісландія | товариський матч | -    | 46'      |
| 11-6-2005 | Нью-Йорк | Італія    | 1 – 1     | Еквадор  | товариський матч | -    | 46'      |
| Усього    |          | Матчів    | 3         |          | Голів            | -    |          |